# Kanonmetall

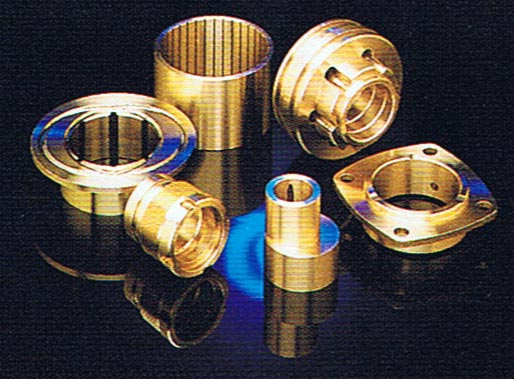
Föremål av kanonmetall

Kanonmetall eller kanonbrons är en bronslegering, vanligtvis med sammansättning 88 till 92 % koppar och 12 till 8 % tenn, ursprungligen använd för att tillverka kanoner.